# Alberto Díaz
Alberto Díaz Ortiz (Malaga, 23 aprile 1994) è un cestista spagnolo, attualmente al Málaga.

## Carriera
Con la Spagna ha disputato i Campionati europei del 2022.

## Statistiche

### Eurolega
| Anno      | Squadra  | PG | PT | MP   | TC%  | 3P%  | TL%  | RP  | AP  | PRP | SP  | PP  |
| --------- | -------- | -- | -- | ---- | ---- | ---- | ---- | --- | --- | --- | --- | --- |
| 2012-2013 | Málaga   | 1  | 0  | 7,7  | 0,0  | 0,0  | -    | 2,0 | 0,0 | 0,0 | 0,0 | 0,0 |
| 2015-2016 | Málaga   | 24 | 5  | 14,1 | 32,7 | 27,3 | 71,4 | 0,8 | 1,2 | 0,7 | 0,0 | 2,1 |
| 2017-2018 | Málaga   | 30 | 6  | 19,1 | 34,5 | 30,7 | 77,8 | 1,6 | 2,5 | 0,8 | 0,0 | 3,8 |
| Carriera  | Carriera | 55 | 11 | 16,7 | 33,5 | 29,4 | 76,0 | 1,2 | 1,9 | 0,7 | 0,0 | 3,0 |

### Eurocup
| Anno       | Squadra  | PG | PT | MP   | TC%  | 3P%  | TL%  | RP  | AP  | PRP | SP  | PP  |
| ---------- | -------- | -- | -- | ---- | ---- | ---- | ---- | --- | --- | --- | --- | --- |
| 2016-2017† | Málaga   | 22 | 12 | 19,7 | 38,2 | 34,0 | 100  | 2,2 | 2,1 | 1,0 | 0,1 | 4,2 |
| 2018-2019  | Málaga   | 6  | 0  | 13,7 | 44,4 | 28,6 | 87,5 | 1,2 | 2,7 | 0,3 | 0,0 | 2,8 |
| 2019-2020  | Málaga   | 12 | 0  | 21,1 | 42,6 | 41,7 | 83,3 | 2,2 | 2,2 | 0,8 | 0,1 | 5,9 |
| 2020-2021  | Málaga   | 11 | 8  | 25,3 | 39,3 | 38,9 | 80,0 | 3,1 | 5,5 | 1,5 | 0,0 | 6,0 |
| Carriera   | Carriera | 51 | 20 | 20,6 | 40,0 | 37,3 | 89,6 | 2,3 | 2,9 | 1,0 | 0,1 | 4,8 |

## Palmarès

### Squadra
- Eurocup: 1

Malaga: 2016-2017
- Copa del Rey: 2

Málaga: 2023, 2025
- Supercoppa spagnola: 1

Málaga: 2024
- Basketball Champions League: 2

Málaga: 2023-2024, 2024-2025
- Coppa Intercontinentale: 1

Malaga: 2024

### Individuale
- Eurocup Finals MVP: 1

Malaga: 2016-2017
- Basketball Champions League Best Defensive Player: 2

Malaga: 2022-2023, 2024-2025